# 公司市鎮

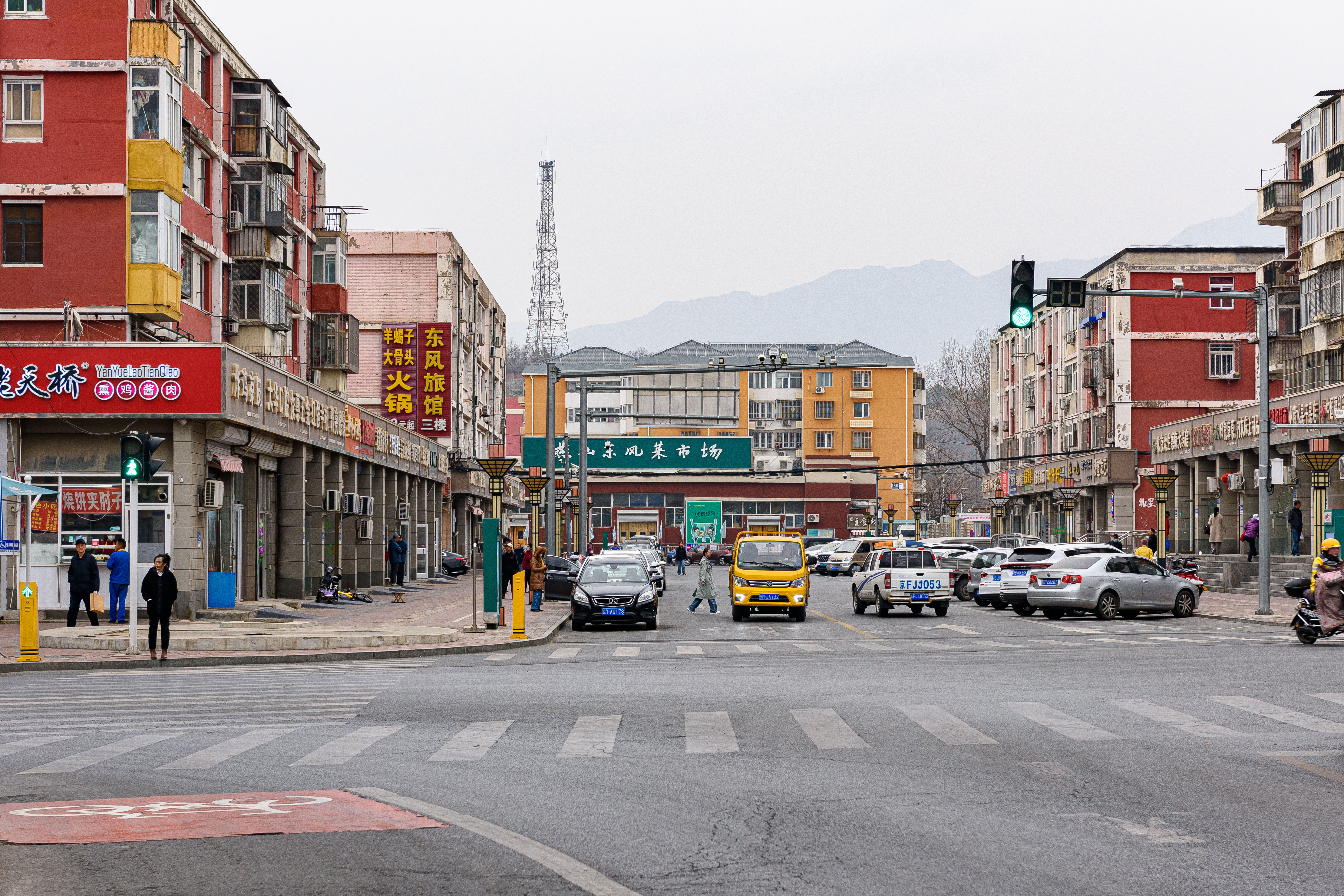
北京市房山区燕山地区为依托燕山石化建设的区域，是北京市少数实施五四学制的区域（北京市多数地区为六三学制）

公司市鎮（英語：company town），又稱公司城鎮、公司鎮、企業城，是指範圍內幾乎所有商店和住屋皆由同一間公司所擁有的地區。該公司提供基礎建設，包括住房、商店、運輸、衛生下水道和供水設施等以便讓工作者搬遷至當地定居。
大多數的企業城市都位於偏遠的地區，因此居民難以前往其他地方消費或來回通勤。在一段時間後，企業城市可能會吸引非僱員的一般民眾、僱員親屬、中小企業經營者前來定居，鐵路公司或高速公路公司等其他企業的僱員也可能因工作需求而搬遷至企業城市定居。
企業城市中通常會規劃一系列的基礎設施，包括商店、教堂、學校、市場和休閒設施。在快速成長的偏遠地區，企業會因支撐商業需求而規劃住居處所，並雇用工作者來興建基礎設施，以及滿足商業經營所需要的人力。

## 概要

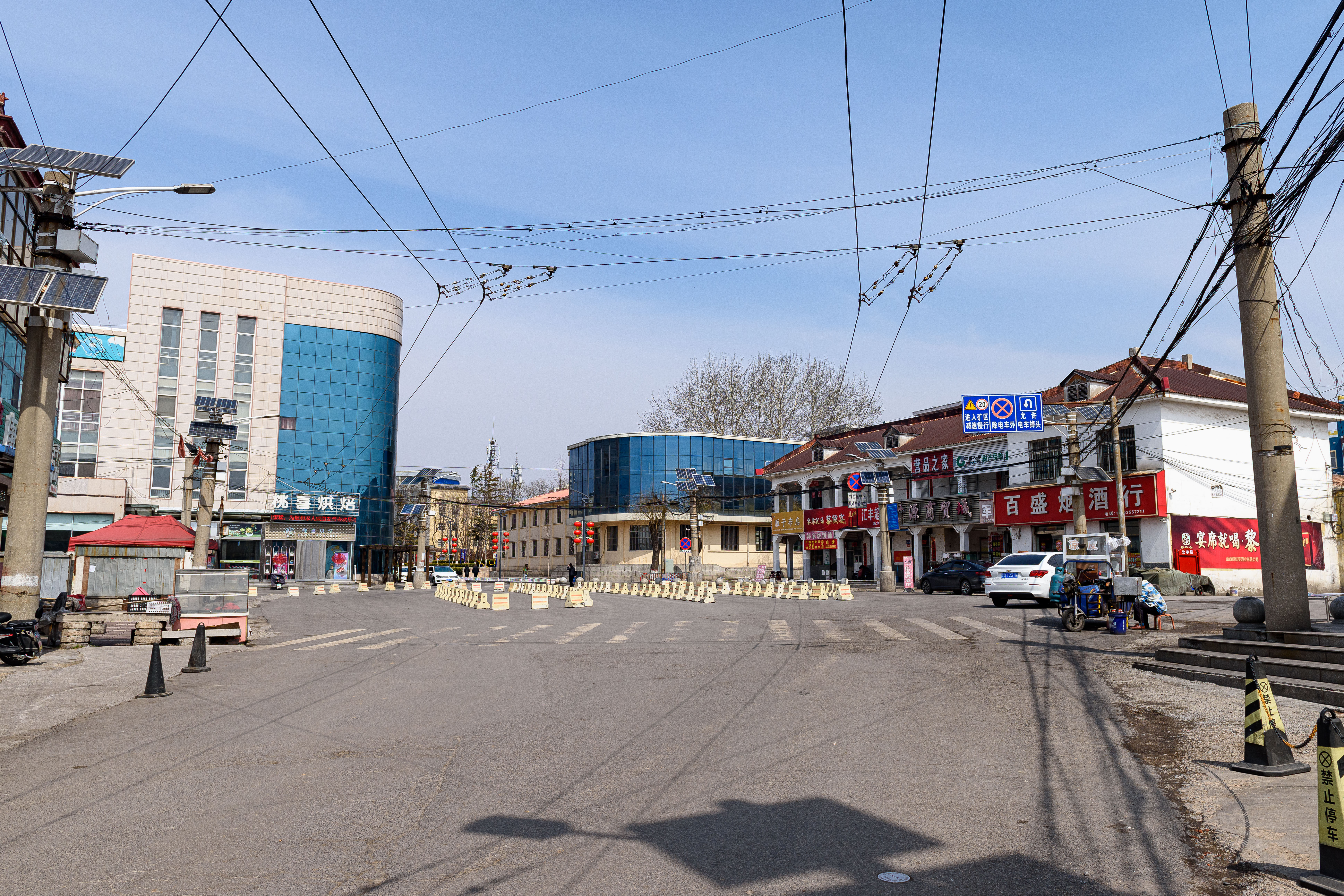
山西省长治市襄垣县王桥镇五阳煤矿社区

傳統上的企業城市是建立於獨佔性資源開發工業所在的地點，包括煤礦、金屬礦、伐木等工業。水壩和軍事工業的基地也可能發展企業城市。由於企業經營的商店在企業城市中幾乎屬於獨佔事業，企業可能採用配給物資的方式來作為員工的薪水。在蘇聯時代，有許多以核子科學家為主要人口的城市，在當時被稱為「atomgrad」，其中包括烏克蘭的普里皮亞季、庫茲涅佐夫斯克、南烏克蘭斯克等城市。而在中华人民共和国，早年，大型企业可独立设置一个县级行政区（特区）。如今更为常见的是以农场（主业为农业的企业）、林场、矿场等命名的类似乡级单位。
一般來說，企業城市會設立在偏遠的地區，並以伐木廠、煉鋼廠或造車廠等大型製造工廠為中心向外發展；而其中的居民幾乎都是在該工廠或城市內其他設施工作。企業有時也會捐贈教堂給當地教會、修建公園、舉行音樂會等文化活動。如果擁有城市的企業營運困難或關閉，對於企業城市的經濟會有非常嚴重的影響，居民們將會前往其他地方就業。
隨著企業城市的成長，會逐漸吸引其他設施、企業家和大眾運輸與服務業進駐，最後企業城市可能會成為一個公眾城市。有時候，一座城市可能並非官方定義的企業城市，但城市中絕大多數的居民可能在同一間公司工作，這樣的城市（特別是在經濟上）與企業城市十分相似。此外，這樣的依存需求也可能擴展至鄰近地區和都會區。當掌握城市主要經濟的公司衰退時，將會造成都市衰退、不動產價格下滑，以及年輕人口外流的現象。

## 歷史

### 父愛主義

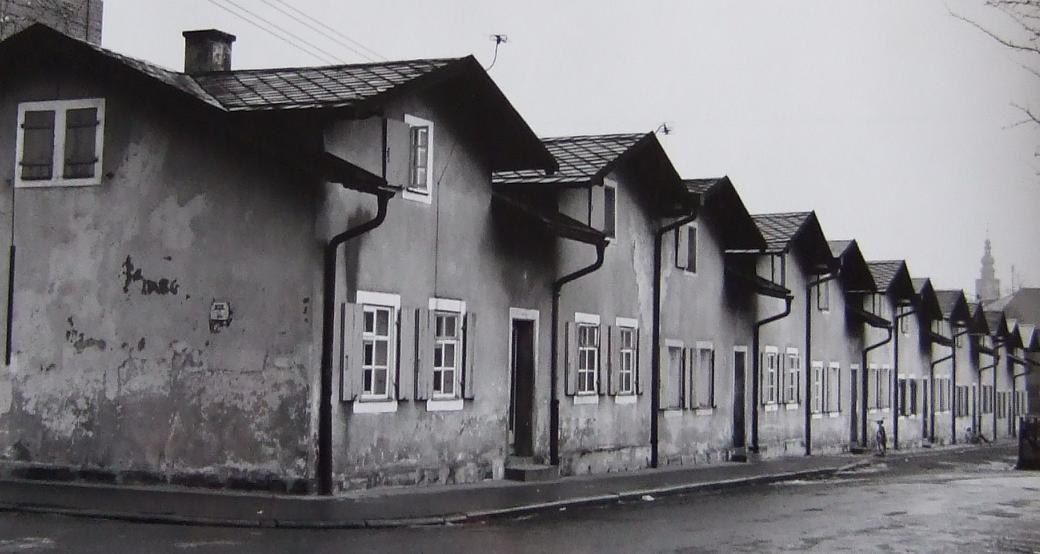
德國拜律特的企業城市

父愛主義是一種溫和的社會工程類型，是指雇主對於旗下工作者的一種控制，將對中產階級的理想願景強加在工人階級的員工身上。許多19世紀的企業家將父愛主義視為一種道德責任或信仰般的義務，可在擴展自家企業利益的同時讓社會進步。因此，企業城市便提供了一項能達到此一目標的獨特機會。
雖然許多企業城市的範例將它們的創立者形容為「有良心的資本主義者」。但若從其他面向來看，企業城市是一種用來吸引並留住工作者的經濟手段。此外，在企業城市中營利的商店通常是由同一企業所持有，對於居住在偏遠地區的工作者來說，這些不可或缺的商店也造成企業的獨佔情況。
雖然企業城市可能在經濟上獲得成功，但在政治上可能因為缺乏民選的官員和公有的服務設施而失敗。工作者在當地公共事務上並無表達意見的權利，因此經常會感覺受到控制。最終，這樣的政治氛圍可能造成許工作士氣的低落，進而讓許多居民對城市失去向心力。

## 另見
- 工業區
- 大學城
- 单位大院
- 铁路社区